# Spherillo lifouensis
Spherillo lifouensis är en kräftdjursart som beskrevs av Karl Wilhelm Verhoeff1926. Spherillo lifouensis ingår i släktet Spherillo och familjen Armadillidae.

## Underarter
Arten delas in i följande underarter:
- S. l. ambrymensis
- S. l. lifouensis